# Ehrenpreus
Ehrenpreus var en svensk adelsätt, med gemensamt ursprung med von Preutz, och som förut hette Preuss.
Stamfader för ätten är Hans Larsson Preuss som var justitieborgmästare och tullförvaltare i Nyköping. Hans hustru Margareta Bröms tillhörde en välkänd borgarsläkt i Nyköping. Deras ene son, Niclas, adlades med namnet von Preutz.
Deras andre son, Hans Preuss, var bruksskrivare på Järle hammar i Nora bergslag, direktör över sockerbruket i Stockholm, rådman och faktor vid Harneskmakeriet i Arboga och faktor i Örebro. Han var först förlovad med en stockholmska som drunknade under lysningsfesten och han ärvde henne. Han var sedan gift fyra gånger, och blev i sina äktenskap släkt med Geijer, Clerck, Funck och Danckwardt. I första äktenskapet föddes barn åtta barn, och med Anna Clerck ett. Första hustrun var Sara Simons, vars far Paul Simons varit borgmästare i Nyköping, och modern var en Danckwardt. Äldsta dottern blev stammoder för adelsätten Jerlström och en annan dotter gifte sig Linroth.
Äldste sonen Hans Ehrenpreus var överdirektör vid Stora sjötullen i Stockholm. Han fick bara barn i sitt första äktenskap, med Catharina Linroth, systerns svägerska, och en släkting på deras respektive möderne via Danckwardt. Två avkomlingar fick barn, en dotter gift friherre Klinckowström och sonen ryttmästaren Hans Diedrik. Denna gren slöts 1780.
Andre sonen Joachim Ehrenpreus var överdirektör för Sveriges gevärsfaktorier. I sitt första äktenskap med Sara Hilletan fick han flera barn. En son till honom, Fredrik Ehrenpreuss, köpte Jönköpings gevärsfaktori. Med en sonson till den senare slöts den adliga ätten på svärdssidan 1846.
En yngre son till Hans Ehrenpreus i äktenskapet med Anna Clerck, Carl Diedric Ehrenpreus, var anställd i utrikesexpreditionen och avancerade till riksråd, och upphöjdes 1747 till friherre samt introducerades på nummer 218. 1751 upphöjdes han till greve men tog aldrig introduktion. Han utmärkte sig vid kalabaliken i Bender. Barnlös slöt han själv sin ätt.